# Piruett

Piruettrörelse

En piruett kallas det när man på skridskor snurrar runt på isen. 
Det finns flera olika typer av piruetter men den vanligaste och enklaste är ståpiruett (kallas tuppen) när man står på ett ben och snurrar.
Det finns olika hopp-piruetter som exempelvis hopp-i-ligg och hopp-i-sitt. Andra typer av piruetter är exempelvis sittpiruett, korspiruett, himmelspiruett, Biellmannpiruett, liggpiruett. Man kan även göra piruetterna svårare genom att till exempel byta skär och göra svåra positioner.

## Piruett i andra sammanhang
En annan, äldre betydelse för piruett är ett slags snurr som ofta förekommer i den klassiska baletten. Även där finns det olika slags piruetter med olika tekniker.
Piruett kallas även en vändning i galopp, utförd av häst på så sätt att den hela tiden stöder på ett innerben (höger vid högerrotation) medan den roterar minst 180 grader. Denna piruett lärdes in för mycket länge sedan då de behövdes för att man i krig skulle kunna vända hästen snabbt i galopp.
Det är dessutom ett äldre slanguttryck för att dansa ("få några piruetter" = få dansa lite) och ett friare bildligt uttryck, exempelvis "en halsbrytande piruett på orgel".